# Moutassarifat du Mont-Liban
1861–1918
Entités précédentes :
- Eyalet de Tripoli
 Eyalet de Sidon (Empire ottoman)

Entités suivantes :
- Territoires ennemis occupés par les Alliés de la Première Guerre mondiale

Le moutassarifat du Mont-Liban (en arabe : متصرفية جبل لبنان ; en turc : Cebel-i Lübnan Mutasarrıflığı) est une subdivision de l'Empire ottoman entre 1861 et 1915. Il devait son nom au mont Liban. Sa capitale était Deir el Qamar. Il était entouré, au nord, par le sandjak de Tripoli, à l'est, par celui de Damas, et, au sud, par celui de Beyrouth. Sa superficie était de 3200 km2, soit près d'un tiers du Liban actuel, qui couvre 10 452 km2.

## Contexte général
Le traité de Londres de 1840 a mis un terme au conflit turco-égyptien et rendu le Liban à l'administration directe ottomane. La conversion au christianisme du nouvel émir Bachir Chehab II entraîne les antagonismes entre les communautés maronites et druzes. Moustapha Reschid Pacha crée alors deux sandjaks, l'un maronite, l'autre druze. Mais la paix est fragile et des massacres en 1860 entre les deux communautés amènent les puissances européennes à intervenir dans le conflit.

## Organisation
Le statut d'autonomie résulte des travaux d'une commission internationale composée de l'Empire ottoman, puissance suzeraine, et de cinq puissances européennes (France, Royaume-Uni, Russie, Prusse et Autriche). Après plusieurs mois de discussions, la commission aboutit au règlement organique du Mont-Liban, le 9 juin 1861, qui confie la province à un gouverneur (moutassaref) nommé par le gouvernement ottoman après consultation des cinq puissances européennes signataires. Il est précisé que le moutassaref doit être un sujet ottoman catholique, mais non libanais. Le règlement sera modifié en 1864 et 1912.
Le moutassaref dispose des attributions du pouvoir exécutif. Il est secondé par un Conseil administratif (majliss) composé de 12 membres: quatre maronites, trois druzes, deux orthodoxes, un grec catholique, un sunnite et un chiite. Un treizième siège sera rajouté en 1912 pour un maronite de Deir al-Kamar.

## Politique interne
Le Liban est devenu un centre intellectuel au cours de la seconde moitié du XIXe siècle. Les missionnaires étrangers ont créé des écoles dans tout le pays, avec Beyrouth comme centre de cette renaissance. L'Université américaine de Beyrouth a été fondée en 1866, suivie par l'Université française de Saint-Joseph en 1875. La littérature arabe, qui avait stagné sous l'Empire ottoman connaît un renouveau. Cette période est marquée par l'apparition de nombreuses publications et par une presse très prolifique.
Sur le plan politique, l'attitude autoritaire d'Abdul Hamid II (1876-1909) incite les nationalistes arabes, chrétiens et musulmans, à Beyrouth et à Damas à s'organiser en partis clandestins. Beaucoup de chrétiens libanais, inquiets de la politique pan-islamiste turque, craignent une répétition des massacres de 1860, ce qui a entraîné une émigration importante.

## Économie
Sur le plan économique, la période est caractérisée par l'expansion de la sériciculture production destinée à être exportée essentiellement vers la France. À la fin du siècle, 50 % de la population du Mont-Liban en vivait.
Là réside la source de la prospérité de la Moutassarifat du Mont-Liban, et sa faiblesse, que sa population paie d'un prix exorbitant pendant la famine de 1915-1918. La Moutassarifat s'est trouvée dans une situation de dépendance économique extrême à l'égard de l'étranger, la production de la soie ayant supplanté les cultures céréalières. Ainsi la Mont-Liban n'avait aucune autonomie alimentaire.

## Grande famine de 1915-1918
La Grande famine du Mont-Liban qui a sévi pendant la Première Guerre mondiale a entraîné la mort de près de 150 000 habitants de la Moutassarifat du Mont-Liban, sur une population totale de 415 000 habitants. Les victimes sont en majorité des chrétiens et des druzes. Des forces alliées de l'Entente, la France et l'Angleterre, ont pratiqué un blocus naval en Méditerranée orientale pour affaiblir l'effort de guerre ottoman, comme elles l'avaient fait en Europe dans le but d'étrangler l'économie de l'Empire allemand et de l'Empire austro-hongrois ; ce blocus empêche l'approvisionnement par voie maritime. La situation est aggravée par Djemal Pacha, commandant de la quatrième armée de l'Empire ottoman, qui réquisitionne les produits agricoles de la Syrie voisine destinés au Liban afin de ravitailler les troupes ottomanes, et pratique de fait un blocus terrestre. Des spéculateurs libanais contribuent à entretenir la pénurie en stockant les denrées alimentaires pour faire monter les prix. Un essaim de sauterelles en 1915 dévore les récoltes restantes.
Cette famine, qui constitue un traumatisme majeur dans l'histoire du Liban, a eu des conséquences importantes ; elle a favorisé l'acceptation du mandat français par une population très affaiblie ; elle a déterminé également les frontières du Grand Liban, qui a intégré des régions agricoles bien au-delà du Mont-Liban, à la demande de nationalistes libanais inquiets à l'idée de voir se répéter un épisode aussi dramatique de pénurie alimentaire.

## Liste des gouverneurs
- 1861-1868 : Garabet Artin dit Daoud Pacha (v. 1816-1873), arménien catholique d'Istanbul ;
- 1868-1873 : Nasri Franco Coussa dit Franco Pacha (1814-1873), syrien grec-catholique ("Levantin") d'Alep ;
- 1873-1883 : Rüstem Mariani, dit Rüstem Pacha (1810-1885), italien catholique né à Florence, exilé, naturalisé Ottoman ;
- 1883-1892 : Vaso Pacha Shkodrani dit Vasa ou Wasa Pacha (1824-1892), albanais catholique de Shkodër ;
- 1892-1902 : Naum Coussa dit Naum Pasha (1846-1911), beau-fils de Nasri Franco Coussa ;
- 1902-1907 : Ladislas Czaykowski dit Muzaffar Pasha (1837/1840-1907), d'origine polonaise ;
- 1907-1912 : Youssef Coussa dit Yusuf Pacha (1856-?), fils de Nasri Franco Coussa ;
- 1912-1915 : Ohannès Kouyoumdjian dit Ohannes Pacha (1856-1933), arménien catholique[9].

L'acronyme DaFRuWNaMYO (en arabe دفرونميا) servait à mémoriser les noms des Moutassarifs.